# Acanthomigdolus quadricollis
Acanthomigdolus quadricollis é uma espécie de coleóptero da tribo Anoplodermatini (Anoplodermatinae). Que se distribue pela Argentina e Chile.